# Abbaye de Chantoin
L’abbaye de Chantoin était une abbaye située dans l'actuel quartier des Carmes à Clermont-Ferrand. Elle avait été fondée au VIIe siècle par l'évêque d'Auvergne saint Priest et a disparu au XIXe siècle.

## Histoire
Sous l'Antiquité, Chantoin était une localité située dans les faubourgs nord de Clermont, à l’est du vicus christianorum (l’actuel quartier Saint-Alyre). Grégoire de Tours raconte qu'Urbice, le deuxième évêque d'Auvergne, fut inhumé à cet endroit dans un hypogée voûté. C’est à Chantoin, dans la petite propriété d’une femme nommée Césarie, que l’évêque Priest fit construire un monastère pour moniales. Avant cette époque, il n'y avait pas de couvent de jeunes filles dans la province.
L’existence de cette institution est confirmée dans la seconde moitié du Xe siècle par le Libellus de ecclesiis Claromontanis, qui signale la présence d’un autel honorant saint Priest. L’abbaye de Chantoin a prospéré pendant tout le Moyen Âge et comptait de nombreuses possessions en Auvergne. D'abord augustinienne, plusieurs congrégations s’y succédèrent ensuite jusqu’à la Révolution. Les derniers furent les Carmes Déchaux. Après la disparition de l'ordre au XVIIIe siècle, le monastère fut vendu comme bien national en 1791. La Ville acquit une partie de l'enclos des Carmes en 1816 contre la somme de 36 000 francs et lui redonna la fonction de cimetière. Le cimetière des Carmes est le plus ancien cimetière en activité de la ville de Clermont-Ferrand.
Des découvertes archéologiques ont permis d’identifier la présence d’une occupation mérovingienne à l’emplacement du monastère. Le couvercle de sarcophage mis au jour à cette occasion est peut-être à mettre en relation avec le cimetière du monastère primitif.